# Jodie Stimpson
Jodie Lee Stimpson née le 7 février 1989 à Oldbury est une triathlète professionnelle britannique, vainqueur d'étape aux séries mondiales de triathlon.

## Biographie

### Jeunesse
Jodie Stimpson a appris à nager à l'âge de quatre ans, son père était entraîneur de natation. Son oncle Derek lui a fait découvrir le triathlon à l'âge de huit ans dont elle a été passionnée toute suite, ses parents ont vite compris qu'elle n'aimait pas être casanière et l'ont soutenu dans ses activités sportives qu'elle pratiquait à Warley High School. Sa sœur Carrie dont elle est proche a fait de la natation avec elle, jusqu'à l'âge de 16 ans.

### Carrière en triathlon
En 2011, Jodie Stimpson a remporté son 1er titre majeur dans le triathlon avec l'équipe de Grande-Bretagne, elle devient championne du monde en relais par équipes. Deux années plus tard, elle monte sur la deuxième place des séries mondiales de triathlon derrière sa compatriote britannique Non Stanford. En 2014 elle gagne son premier titre individuel international en remportant la médaille d'or aux Jeux du Commonwealth devant sa compatriote Vicky Holland.
Elle remporte également la médaille de bronze de l’épreuve relais par équipe, avec les triathlètes Vicky Holland, Alistair et Jonathan Brownlee.
En 2016, Jodie Stimpson remporte pour la première fois de sa carrière une victoire sur les séries mondiales. Au terme d'une épreuve de force avec les meilleures de la spécialité et notamment la championne olympique Nicola Spirig, mais encore avec sa compatriote Helen Jenkins, les deux britanniques s'affrontant également pour une place aux Jeux olympiques de Rio. La température chaude a permis une natation sans combinaison qui a scindé en trois groupes les compétitrices, le groupe de tête étant emmené par l'Espagnole Caroline Routier et la Brésilienne Pamella Oliveria notamment. La partie vélo voit un peloton de chasse de 38 triathlètes  pour tenter de combler les écarts avec la tête de course. Emmené par Nicolas Spirig qui entend se placer idéalement pour la partie course à pied, les deux échappées sont reprises et c'est un peloton de 40 compétitrices qui à quelques mètres de la zone de transition deux, subit malheureusement un carambolage, qui met un terme à de nombreuses prétentions.  Quatre  triathlètes dont la Française Emmie Charayron prennent la tête de la course à pied sur un rythme très élevé. À mi-parcours, l'Australienne Ashleigh Gentle rejoint le groupe de tête et distance la Française, la Bermudienne Flora Duffy et la Britannique Helen Jenkins pour se positionner en seconde position derrière Jodie Simpson, qui franchit première la ligne d'arrivée en 1 h 56 min 10 s.

## Palmarès
Le tableau présente les résultats les plus significatifs (podium) obtenus sur le circuit international de triathlon depuis 2010,.
| Année | Compétition                                        | Pays                | Position          | Temps           |
| ----- | -------------------------------------------------- | ------------------- | ----------------- | --------------- |
| 2021  | Challenge Miami                                    | Espagne             | Médaille d'or     | 3 h 1 min 4 s   |
| 2019  | Ironman 70.3 Bahrain                               | Bahreïn             | Médaille d'argent | 3 h 52 min 51 s |
| 2018  | Coupe d'Europe - étape sprint de Grande Canarie    | Espagne             | Médaille d'argent | 1 h 3 min 43 s  |
| 2017  | WTS Abou Dabi                                      | Émirats arabes unis | Médaille d'argent | 2 h 3 min 46 s  |
| 2016  | WTS Le Cap                                         | Afrique du Sud      | Médaille d'argent | 0 h 59 min 56 s |
| 2016  | WTS Abou Dabi                                      | Émirats arabes unis | Médaille d'or     | 1 h 56 min 10 s |
| 2016  | Coupe du monde - l'étape de Mooloolaba             | Australie           | Médaille d'or     | 0 h 58 min 31 s |
| 2014  | Jeux du Commonwealth                               | Royaume-Uni         | Médaille d'or     | 1 h 58 min 56 s |
| 2014  | WTS Auckland                                       | Nouvelle-Zélande    | Médaille d'or     | 2 h 8 min 34 s  |
| 2014  | WTS Le Cap                                         | Afrique du Sud      | Médaille d'or     | 1 h 46 min 11 s |
| 2013  | Championnat du monde - Classement Général          |                     | Médaille d'argent |                 |
| 2013  | WTS Kitzbühel                                      | Autriche            |                   | 1 h 3 min 22 s  |
| 2013  | WTS Madrid                                         | Espagne             |                   | 2 h 5 min 14 s  |
| 2013  | WTS Yokohama                                       | Japon               |                   | 1 h 57 min 20 s |
| 2013  | WTS Hambourg                                       | Allemagne           |                   | 0 h 57 min 36 s |
| 2013  | Londres Triathlon                                  | Royaume-Uni         |                   | 1 h 57 min 36 s |
| 2013  | Coupe du monde - l'étape d'Alicante                | Espagne             |                   | 2 h 2 min 39 s  |
| 2012  | Coupe du monde - l'étape de Guatapé                | Colombie            |                   | 2 h 12 min 21 s |
| 2011  | Championnats du monde de triathlon en relais mixte | Suisse              |                   | 1 h 9 min 29 s  |
| 2010  | Grand Prix de triathlon - Étape de Tours           | France              | Médaille d'or     | Timing          |
| 2010  | Londres Triathlon                                  | Royaume-Uni         |                   | 1 h 56 min 48 s |